# Kicking Television: Live in Chicago
Kicking Television: Live in Chicago è un album dal vivo della band alternative rock statunitense Wilco, pubblicato nel 2005.

## Tracce
Disco 1
1. Misunderstood – 6:08
2. Company in My Back – 3:44
3. The Late Greats – 2:40
4. Hell Is Chrome – 4:56
5. Handshake Drugs – 6:23
6. I Am Trying to Break Your Heart – 6:03
7. Shot in the Arm – 4:51
8. At Least That's What You Said – 5:18
9. Wishful Thinking – 4:26
10. Jesus, Etc. – 4:00
11. I'm the Man Who Loves You – 3:58
12. Kicking Television – 3:03

Disco 2
1. Via Chicago – 5:14
2. Hummingbird – 3:19
3. Muzzle of Bees – 4:49
4. One by One – 3:26
5. Airline to Heaven – 4:41
6. Radio Cure – 4:42
7. Ashes of American Flags – 6:03
8. Heavy Metal Drummer – 3:21
9. Poor Places – 5:31
10. Spiders (Kidsmoke) – 11:17
11. Comment – 6:13

## Formazione
- Jeff Tweedy – voce, chitarra
- John Stirratt – basso, cori
- Glenn Kotche – batteria, percussioni
- Nels Cline – chitarra, lap steel guitar
- Pat Sansone – chitarra, tastiere, cori
- Mikael Jorgensen – tastiere
- Patrick Newbery – tromba, flicorno soprano
- Nick Broste – trombone
- Rick Parenti – sassofono baritono